# Когнітивний стиль
Когніти́вний сти́ль (від лат. Cognitio — знання і грец. Stylos — грифель для письма) — термін, збірне поняття, яке використовується в когнітивній психології для позначення відносно стійких індивідуальних особливостей пізнавальних процесів людини, що виражаються у використовуваних нею пізнавальних стратегіях; тобто стійких характеристик того, як різні люди думають, сприймають і запам'ятовують інформацію. З приводу значення терміна «когнітивний стиль» досі існують певні розбіжності. Проте, він широко використовується, особливо в прикладній психології, а також у педагогічній психології, де його синонімом є стиль навча́ння.

## Історія
Поняття когнітивний стиль вперше використав Альфред Адлер для позначення характеристики особистості, що представляє собою стійкі індивідуальні особливості пізнавальних процесів, які спричиняють використання різних дослідницьких стратегій. В рамках його індивідуальної психології когнітивний стиль розумівся як своєрідність життєвого шляху особистості, структурованого постановкою і досягненням цілей.
Гордон Олпорт став розглядати когнітивний стиль як інтегральну систему особистості інструментального порядку — способи і засоби для досягнення цілей. Піонером теорії когнітивних стилів був також Герман Віткін. Виділені Віткіним когнітивні стилі визначалися не за допомогою опитувальників, а шляхом рішення стандартизованих завдань.

## Різновиди когнітивних стилів
Найчастіше в літературі розглядається близько 10-15 когнітивних стилів. При цьому відзначається, що багато з них очевидно корелюють один з одним, і відмінність в термінології обумовлена підходами різних авторів:
- Поленезалежність — полезалежність
Представники полезалежного стилю більше довіряють наочним зоровим враженням при оцінці того, що відбувається і з працею долають видиме поле при необхідності деталізації і структурування ситуації. Представники поленезалежного стилю, навпаки, покладаються на внутрішній досвід і легко відмежовуються від впливу поля, швидко і точно виділяючи деталь з цілісної просторової ситуації.
- Конкретність — абстрактність
В основі конкретності-абстрактності лежать такі психологічні процеси, як диференціація і інтеграція понять. Полюс «конкретної концептуалізації» характеризується незначною диференціацією і недостатньою інтеграцією понять. Для «конкретних» індивідуумів типові такі психологічні якості як схильність до чорно-білого мислення, залежність від статусу і авторитету, нетерпимість до невизначеності, стереотипність рішень, ситуативний характер поведінки, менша здатність мислити в термінах гіпотетичних ситуацій тощо. Навпаки, полюс «абстрактної концептуалізації» передбачає як високу диференціацію, так і високу інтеграцію понять. Відповідно, для «абстрактних» індивідуумів характерна свобода від безпосередніх властивостей ситуації, орієнтація на внутрішній досвід в поясненні фізичного і соціального світу, схильність до ризику, незалежність, гнучкість, креативність.
- Згладжування — загострення
Індивідуальні відмінності, зафіксовані в цьому когнітивному стилі, стосуються особливостей зберігання в пам'яті, матеріалу, що запам'ятовується. У «згладжувачів» збереження матеріалу в пам'яті супроводжується його спрощенням, втратою деталей, випадінням тих чи інших фрагментів. Навпаки, в пам'яті «загострювачів» відбувається виділення, підкреслення специфічних деталей, що запам'ятовуються. Спеціально підкреслювалося, що даний стильовий параметр виявляє себе в умовах сприйняття і запам'ятовування послідовності стимулів, характеризуючи, таким чином, чутливість випробовуваних до поступово наростаючих відмінностей в ряді впливів що сприймаються.
- Ригідний — гнучкий пізнавальний контроль
Цей когнітивний стиль характеризує ступінь суб'єктивних труднощів при зміні способів переробки інформації в ситуації когнітивного конфлікту. Ригідний контроль свідчить про труднощі в переході від вербальних функцій до сенсорно-перцептивних через низький ступінь їх автоматизації, тоді як гнучкий — про відносну легкості такого переходу завдяки високому ступеню їх автоматизації.
- Низька — висока толерантність до нереалістичного досвіду
Даний когнітивний стиль виявляє себе в невизначених, двозначних ситуаціях і характеризує міру прийняття вражень, які не відповідають або навіть суперечать наявним у людини уявленням, які вона розцінює як правильні і очевидні. Толерантні суб'єкти оцінюють досвід по їх фактичним характеристикам, тоді як нетолерантні суб'єкти опираються пізнавальному досвіду, в якому вихідні дані суперечать їх наявним знанням.
- Фокусуючий — скануючий контроль
Цей когнітивний стиль характеризує індивідуальні особливості розподілу уваги, які проявляються в ступені широти охоплення різних аспектів відображаємої ситуації, а також в ступені обліку її релевантних і нерелевантних ознак. Відповідно, одні піддослідні оперативно розподіляють увагу на безліч аспектів ситуації, виділяючи при цьому її об'єктивні деталі (полюс широкого, або скануючого, контролю). Увага інших, навпаки, виявляється поверхневою і фрагментарною, при цьому вона фіксує явні характеристики ситуації, що впадають в очі (полюс вузького, або фокусуючого, контролю).
- Імпульсивність — рефлективність
Люди з імпульсивним стилем швидко висувають гіпотези в ситуації альтернативного вибору. При цьому вони допускають багато помилкових рішень в ідентифікації перцептивних об'єктів. Для людей з рефлективний стилем, навпаки, характерний більш уповільнений темп прийняття рішення. У подібній ситуації, відповідно, вони допускають мало помилок при ідентифікації перцептивних об'єктів в силу їх ретельного попереднього аналізу.
- Вузький — широкий діапазон еквівалентності
Представники полюса вузького діапазону еквівалентності (аналітичного стилю) схильні орієнтуватися на відмінності об'єктів, звертаючи увагу головним чином на їх деталі та відмінні ознаки. Представники полюса широкого діапазону еквівалентності (синтетичного стилю), навпаки, схильні орієнтуватися на схожість об'єктів, класифікуючи їх з урахуванням деяких узагальнених категоріальних підстав.
- Когнітивна простота — складність
Одні люди розуміють і інтерпретують події в спрощеній формі на основі фіксації обмеженого набору відомостей (полюс когнітивної простоти). Інші, навпаки, схильні створювати багатовимірну модель реальності, виділяючи в ній безліч взаємопов'язаних сторін (полюс когнітивної складності).